# Rada Najwyższa Rządowa Litewska
Rada Najwyższa Rządowa Litewska (Rada Narodowa Litewska) – najwyższa władza wykonawcza Wielkiego Księstwa Litewskiego w czasie insurekcji kościuszkowskiej.
Została utworzona w Wilnie 24 kwietnia 1794 r, po zwycięstwie insurekcji wileńskiej. Zaprzysiężony został wówczas Akt Powstania Narodu Litewskiego.

## Skład
W skład rady wchodziły 4 magistratury:
- Sąd Kryminalny
- Deputacja Opatrzenia
- Deputacja Bezpieczeństwa Publicznego
- Deputacja Skarbu Publicznego

W jej skład weszli: 
- wojewoda nowogródzki Józef Niesiołowski,
- chorąży wileński i prezydent miasta Antoni Tyzenhauz,
- pisarze litewscy Benedykt Beniamin Morykoni i Stanisław Wojciech Mirski,
- polski i letewski jezuita i rektor Wileńskiej Szkoły Głównej Marcin Poczobutt-Odlanicki,
- starosta miński Michał Hieronim Brzostowski,
- wojski lidzki Dominik Narbutt,
- starosta wilejski Józef Piotr Pac,
- koniuszy wielki litewski Michał Grabowski,
- podkomorzy rzeczycki Stanisław Wołłowicz,
- eks-chorąży litewski Tomasz Wawrzecki,
- marszałek orszański Mikołaj Chrapowicki,
- wojski wileński Walenty Gorecki,
- chorąży upicki Benedykt Karp,
- marszałek upicki Michał Straszewicz,
- pułkownik wojsk Wielkiego Księstwa Litewskiego Józef Kociełł,
- chorąży powiatu szawelskiego Kajetan Nagurski,
- podkomorzy preński Szymon Wiszniewski,
- eks-pisarz wojskowy Mikołaj Morawski,
- wojski preński Tadeusz Wyssogierd,
- eks-pisarz litewski Alojzy Sulistrowski,
- płk wojsk litewskich Samuel Korsak,
- eks-strażnik litewski Ignacy Giełgud,
- ks. Michał Franciszek Karpowicz,
- pisarz wojskowy litewski Jerzy Białopiotrowicz,
- generał-major wojsk litewskich Romuald Tadeusz Giedroyć,
- płk inżynierów i komendant miasta Wilna Jakub Jasiński,
- wiceprezydent Wilna Antoni Lachnicki.